# Mercedes-Benz W 113
Der W 113 ist ein zweisitziges Faltdach-Cabriolet von Mercedes-Benz, das im März 1963 auf dem Genfer Auto-Salon vorgestellt wurde. Wegen seines zusätzlich lieferbaren, nach innen gewölbten Hardtops erhielt er den Spitznamen Pagode. Er wurde in den Versionen 230 SL (1963–1967), 250 SL (1967) und 280 SL (1968–1971), wahlweise mit Schalt- oder Automatikgetriebe insgesamt 48.912 Mal gebaut.

## Modellgeschichte

### Allgemeines

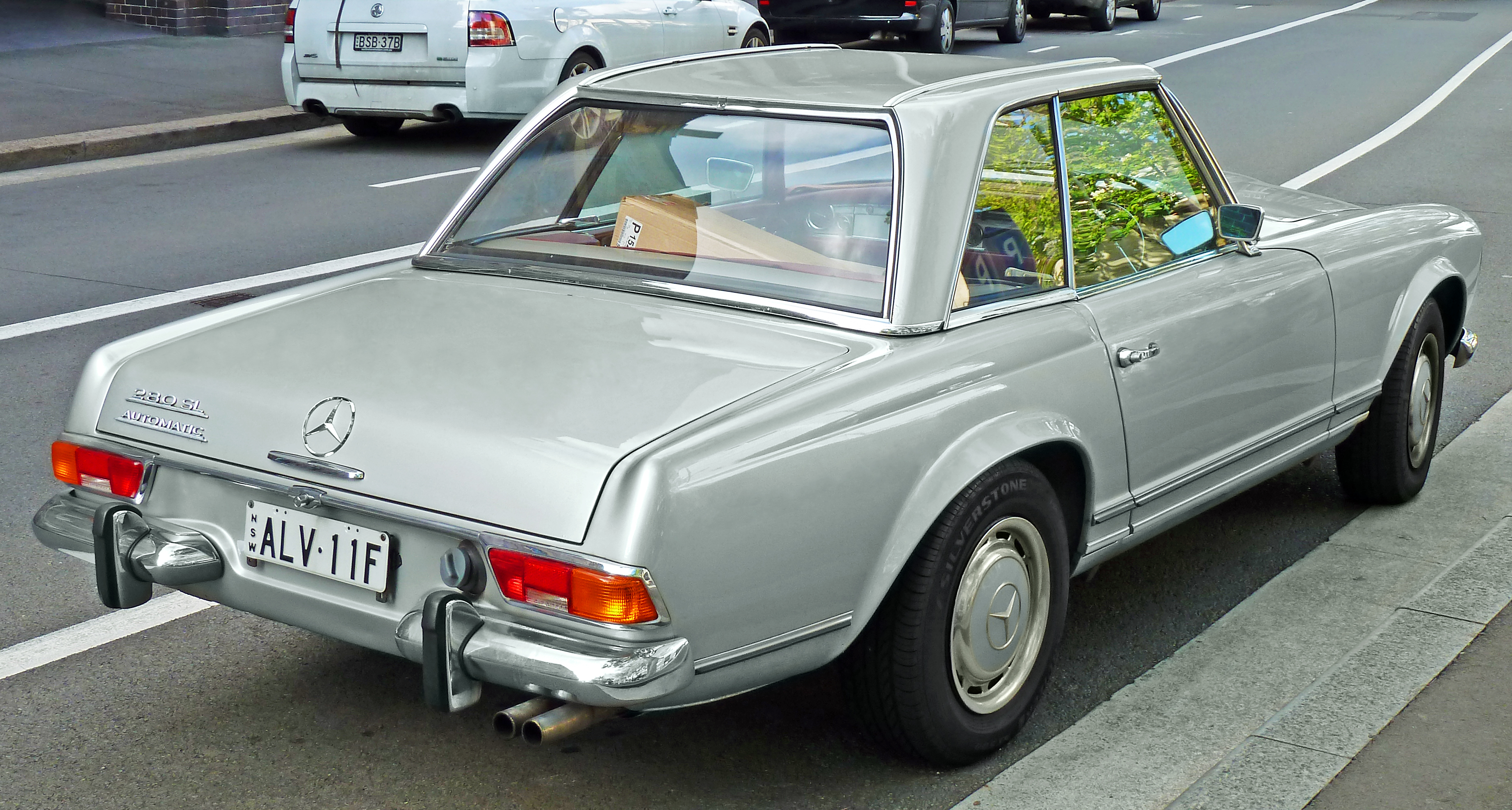
Heckansicht, Australien-Modell

Der W 113 war Nachfolger des 190 SL und mit seinen unterschiedlichen Motoren zwischen diesem und dem 300 SL (Flügeltürer/Roadster) angesiedelt. Da der 300 SL keinen ebenbürtigen Nachfolger hatte, wird der W 113 gelegentlich auch als dessen Nachfolger gesehen, siehe Mercedes-Benz W 198#Nachfolger.
Der W 113 markiert den Übergang von den rundlichen Formen des Vorgängermodells zu einem mehr sachlichen Stil. Das Ziel bei der Entwicklung des Designs unter der Leitung von Paul Bracq bestand darin, sich vom Vorgänger deutlich abzugrenzen und ein „maskulineres“ Erscheinungsbild zu erreichen. Glatte Flächen, viel Nutzraum und der Verzicht auf Zierelemente zeichnen den Pagoden-SL aus. Der Hauptabsatzmarkt waren die USA, hier wiederum ging ein Großteil der Fahrzeuge nach Kalifornien.
Gegen Aufpreis gab es den Wagen dort auch als Coupé (2+2) mit Hardtop ohne Verdeck/Verdeckkasten und einer durchgehenden Rücksitzbank. Dieses California-Modell wurde von Mercedes als „Coupé ohne Roadsterverdeck mit vergrößertem Fond“ angeboten.

### Karosserie und Fahrwerk
Die „Pagode“ war der erste SL mit umfangreichen Sicherheitsmaßnahmen. Da seine Basis die Bodengruppe der „Heckflosse“ W 111 mit einem 30 cm kürzeren Radstand ist, hat auch der SL eine steife Fahrgastzelle und Knautschzonen, leicht verformbare Bug- und Hecksegmente. Der Innenraum ist wie bei der Limousine entschärft, es gibt keine harten Ecken und Kanten. Sicherheitsgurte waren, wie beim Vorgänger, als Sonderausstattung erhältlich. Das Lenkgetriebe wurde aus dem crashgefährdeten Bereich des Vorderwagens an die Stirnwand gerückt, die Lenksäule ist geknickt und hat Gelenke, die den gefürchteten Lanzeneffekt bei einem Unfall verhindern. 1967 kamen die Sicherheitslenksäule mit Pralltopf im Lenkrad hinzu.
Das Fahrwerk mit Kugelumlauflenkung und hinterer Eingelenk-Pendelachse wurde ebenfalls aus der W 111-Limousine übernommen. Das Zweikreis-Bremssystem hatte Scheibenbremsen anfangs nur an der Vorderachse; mit Einführung des 250 SL auch an der Hinterachse. Seine Federung ist straff, aber für einen Sportwagen sehr komfortabel. Gasdruckstoßdämpfer verringern das Nachschwingen beim Ein- und Ausfedern. Der W 113 war der erste SL mit Gürtelreifen.

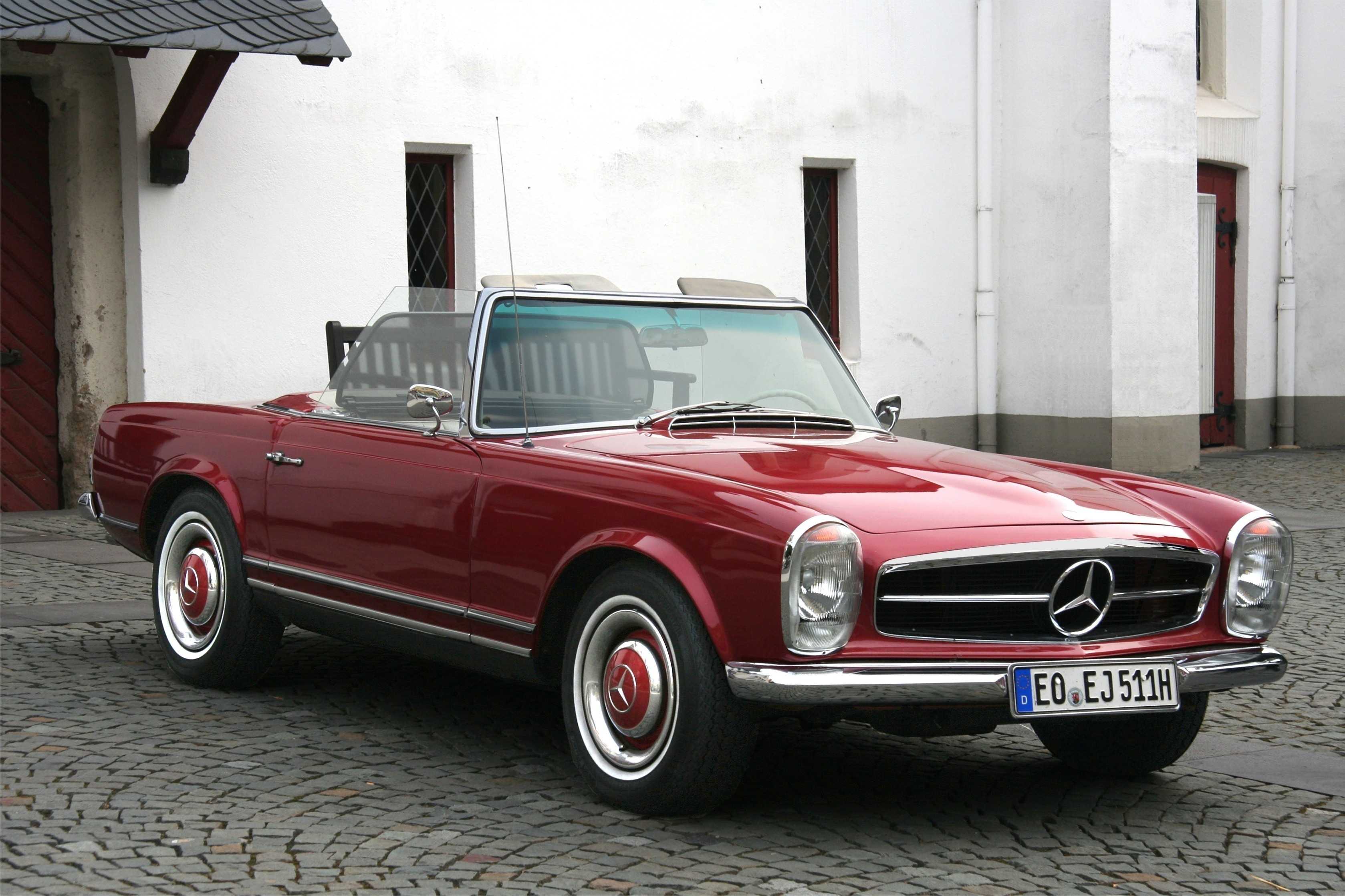
230 SL (1967)
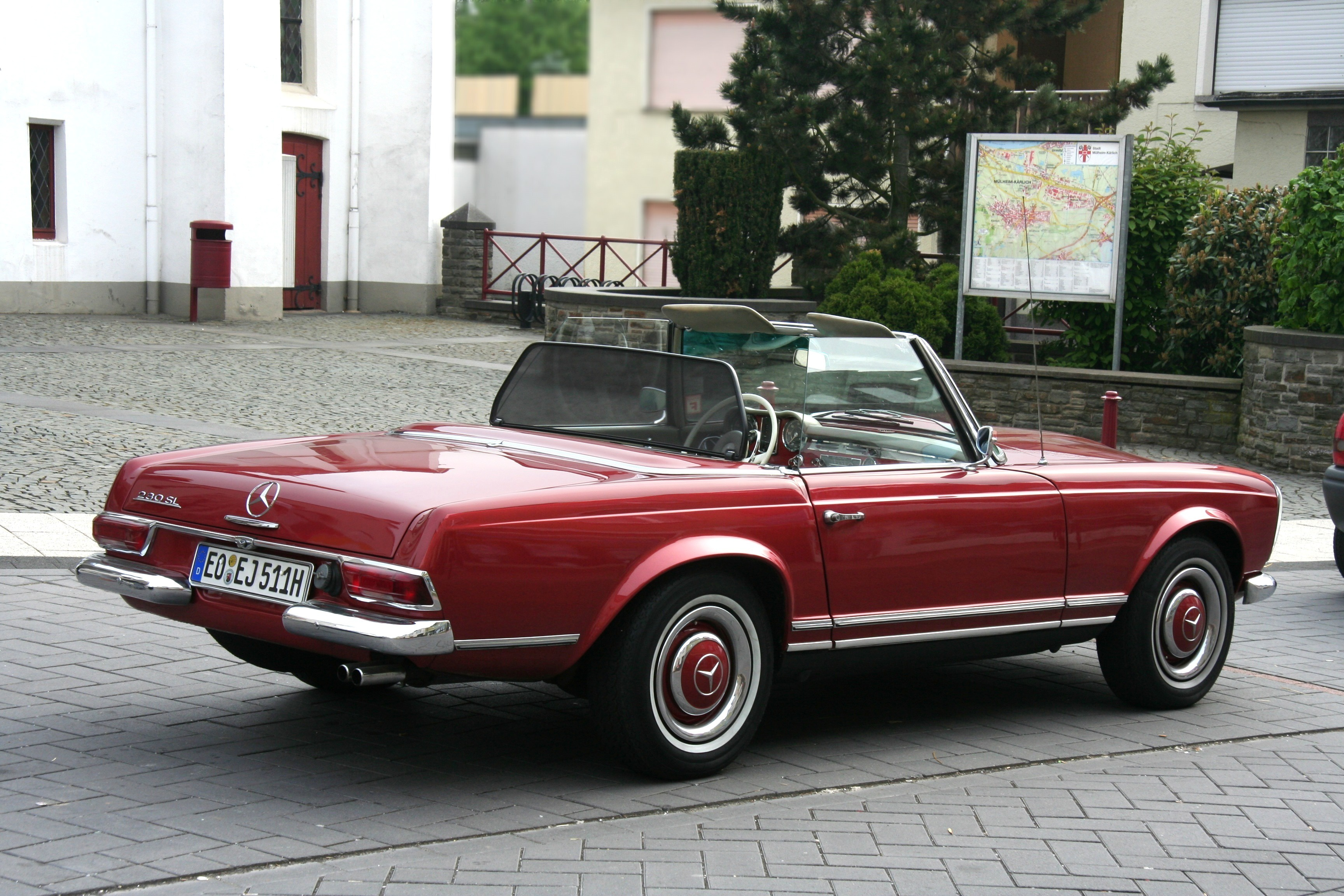
230 SL (1967) mit Windschott
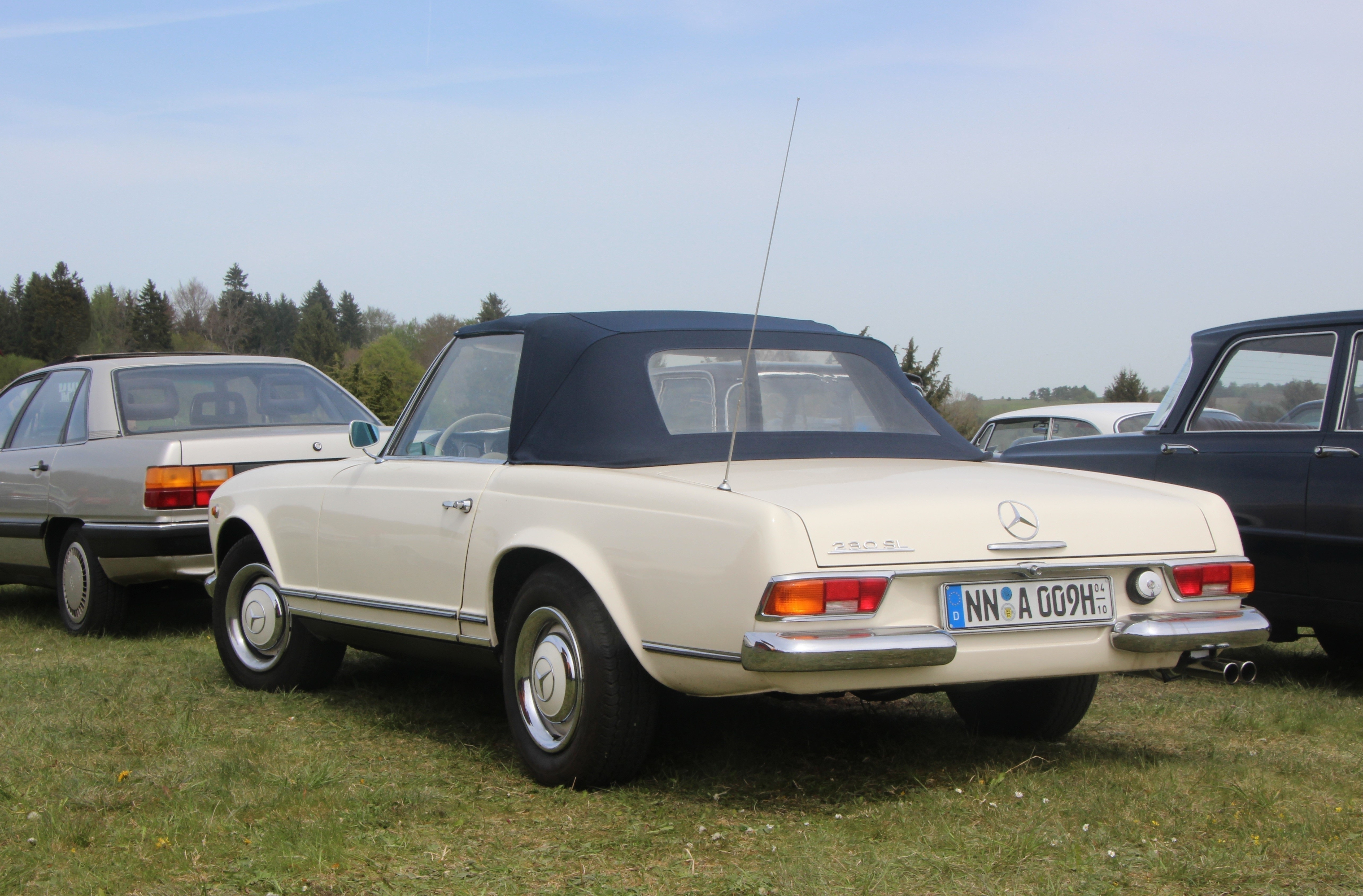
230 SL geschlossen
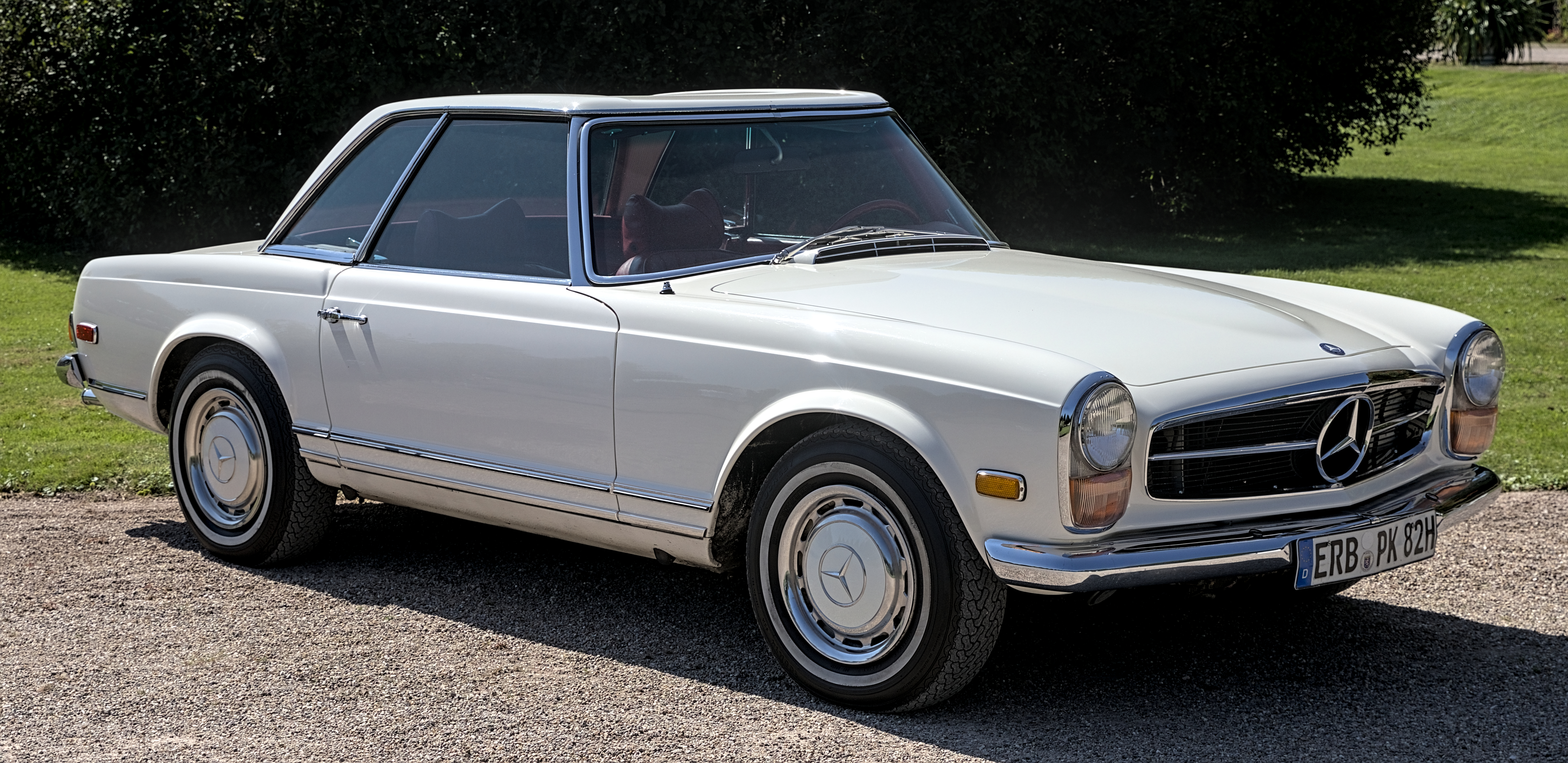
Konkav gewölbtes Hardtop, US-Version mit Seitenmarkierungsleuchten
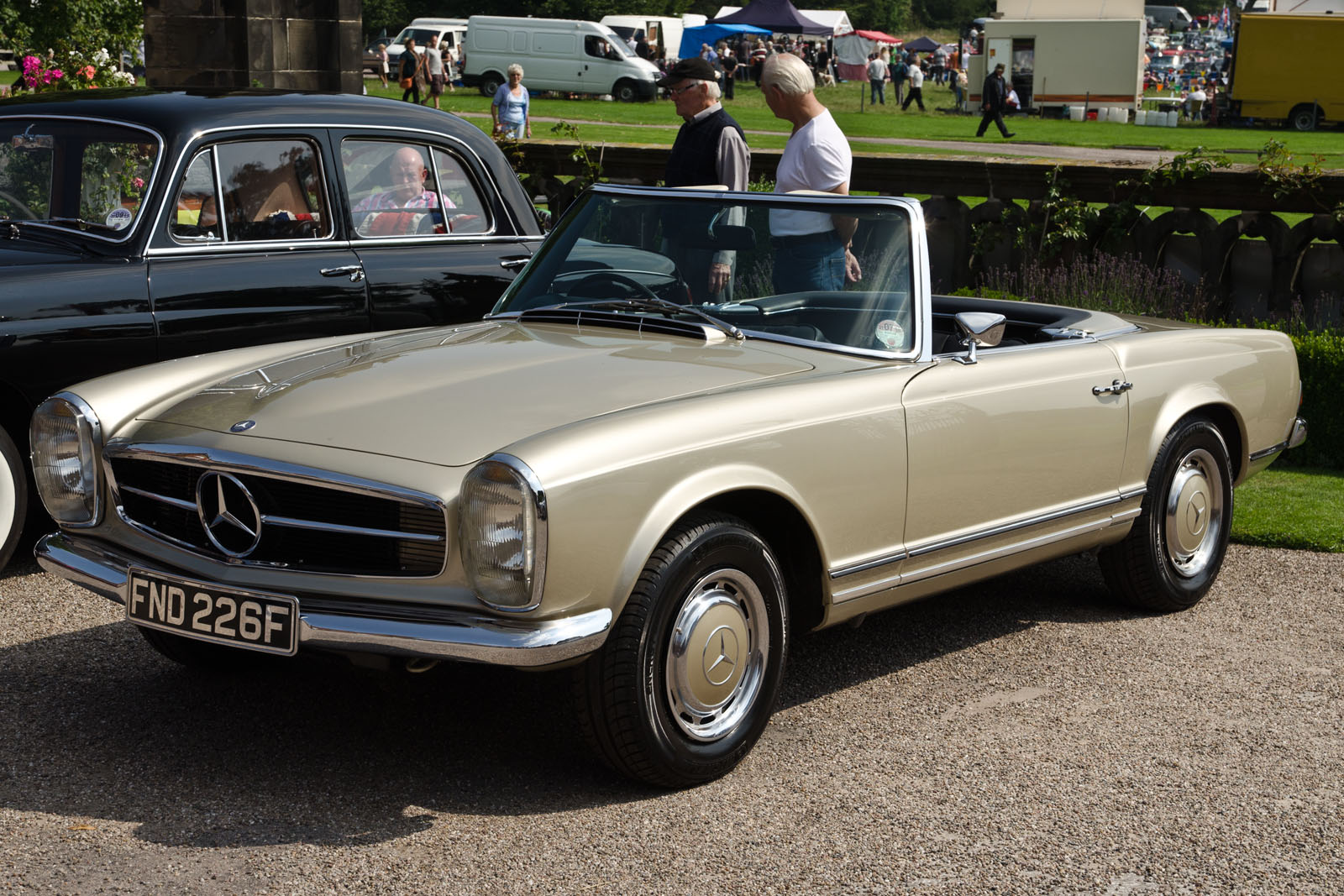
250 SL Automatic
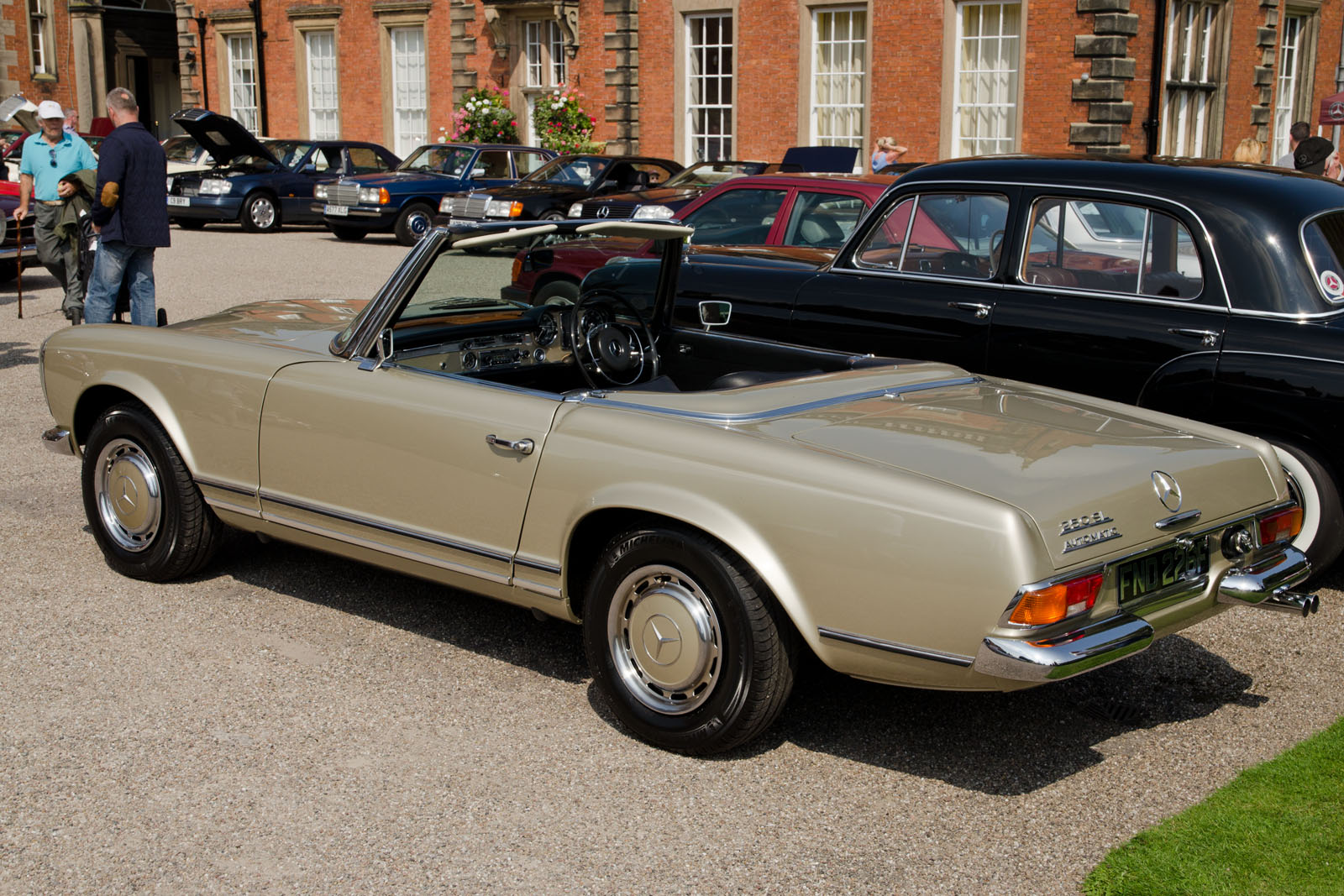
250 SL Automatic, Heckansicht
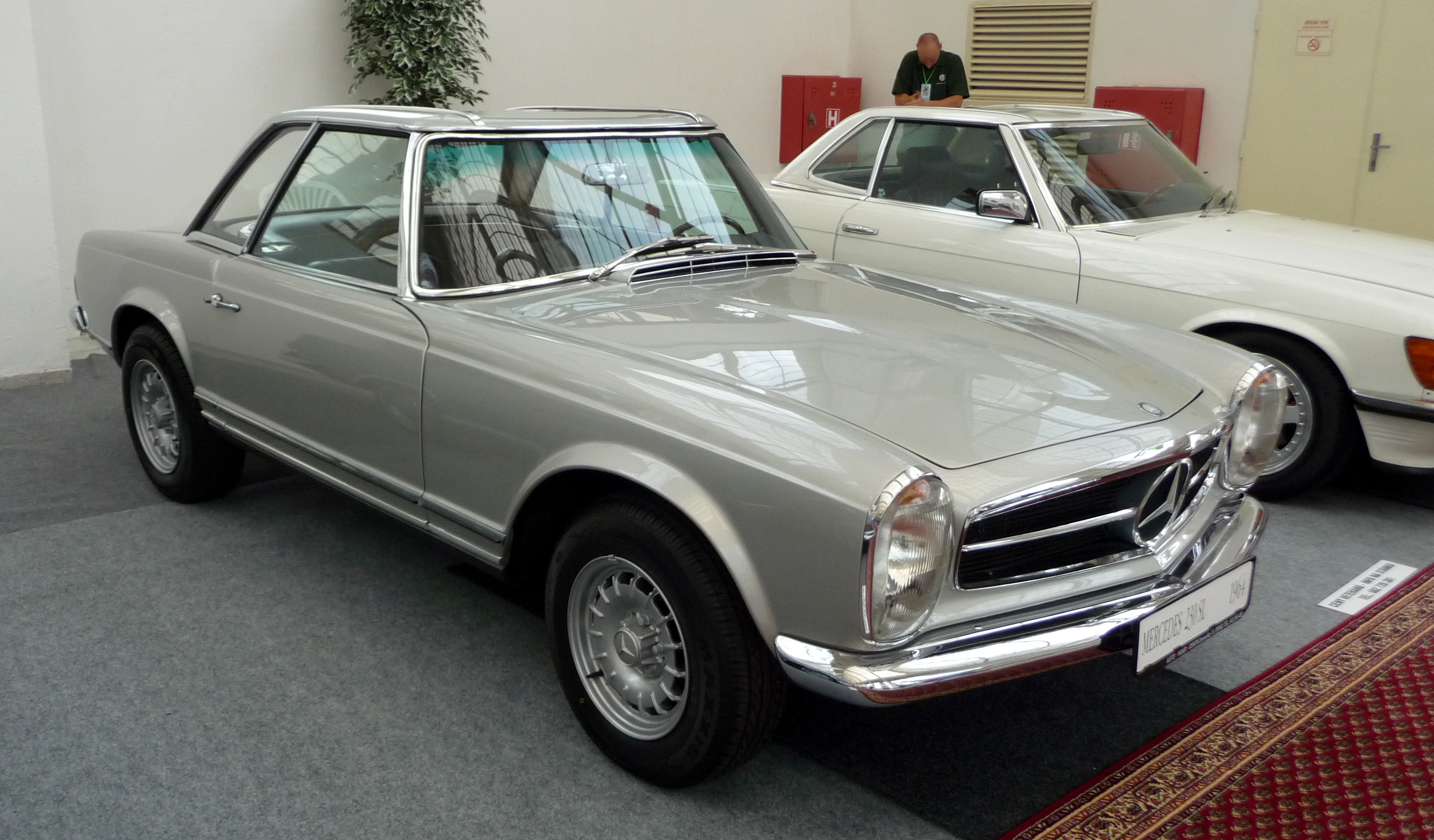
280 SL mit „Barockfelgen“
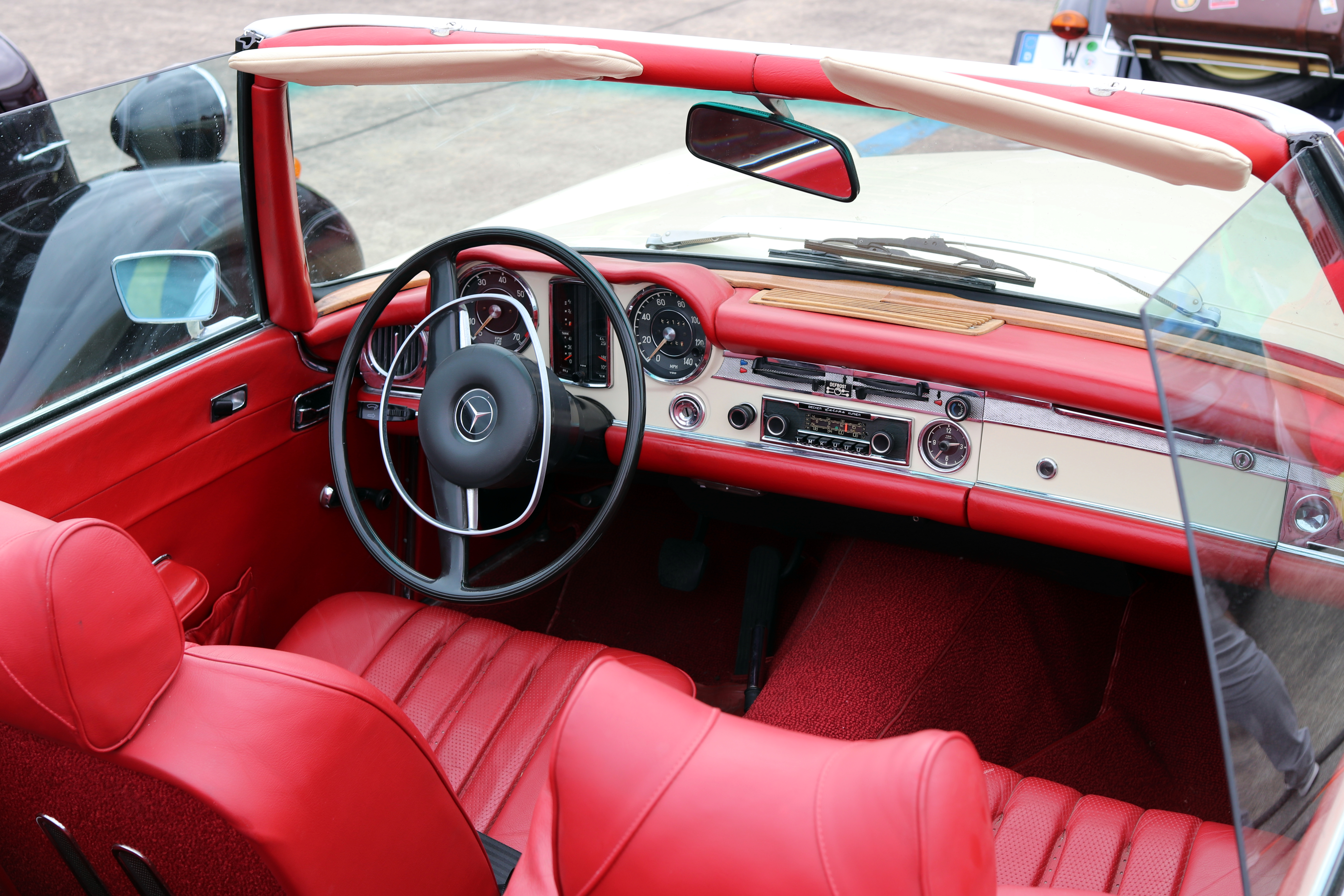
Interieur
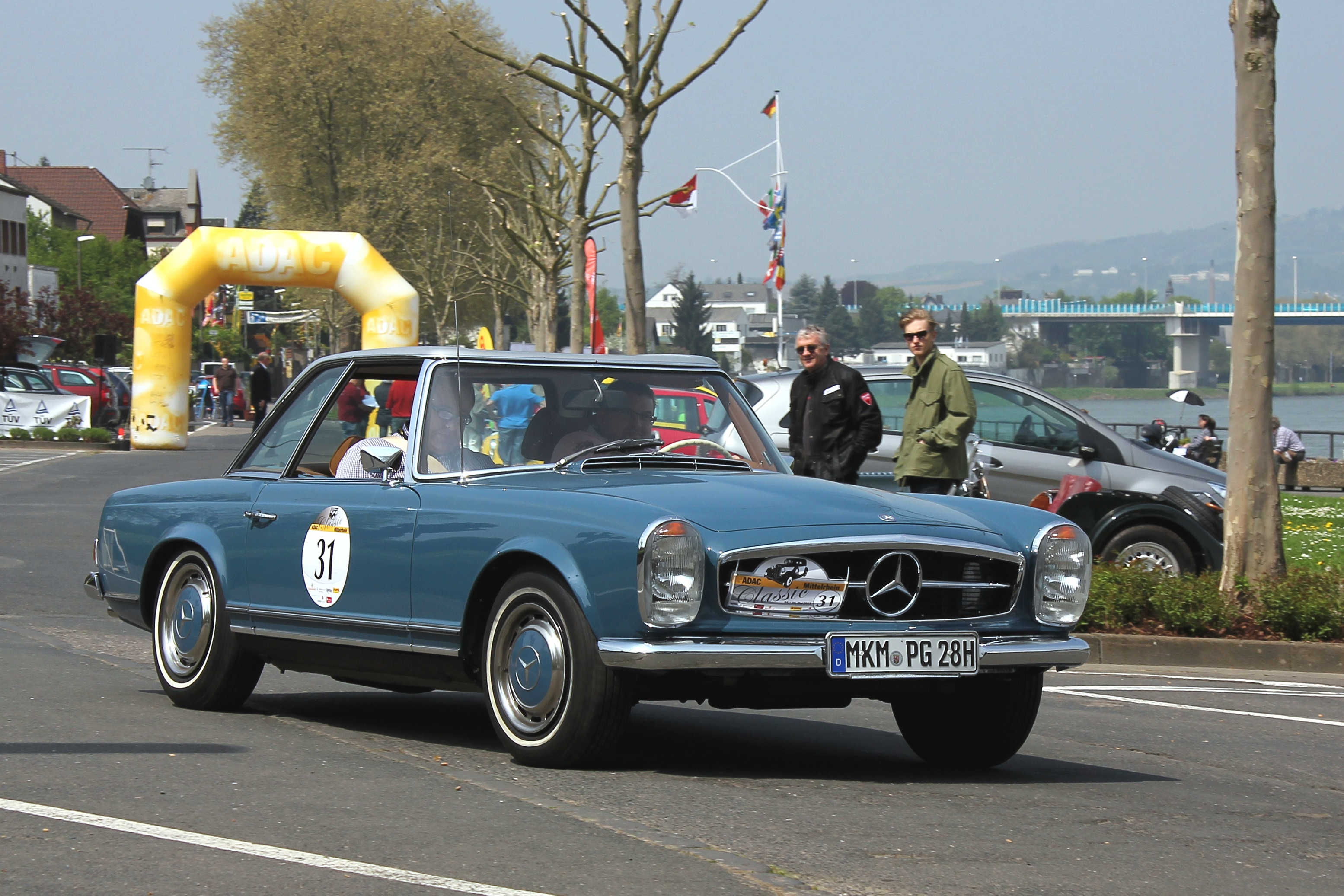
280 SL (1969), bei der ADAC Mittelrhein Classic

### Motoren und Getriebe

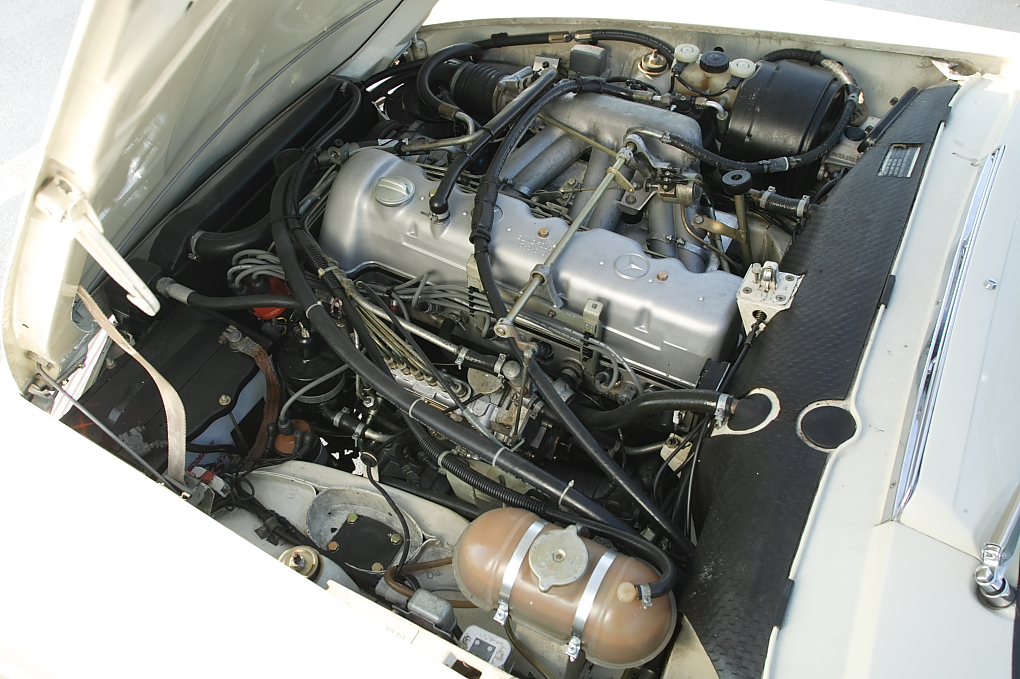
2,3-l-Motor eines rechtsgesteuerten Automatik-Fahrzeuges

Der ebenfalls aus der W 111-Limousine stammende Sechszylinder M 127 wurde für die Verwendung im 230 SL einigen Änderungen unterzogen. Die wichtigste war die Verwendung einer Sechsstempel-Einspritzpumpe Bosch R11 statt der Zweistempel-Pumpe mit zwei Dreifach-Mengenteilern. Damit war es möglich, den Kraftstoff jedem Zylinder einzeln zuzumessen. Gegenüber dem 220 SE-Motor saßen die Einspritzventile nun im Zylinderkopf und nicht mehr nur im Ansaugrohr. Der Kraftstoff wird mittels vorgelagerter Benzineinspritzung für jeden Zylinder einzeln zeitpunktgenau vor das Einlassventil vernebelt, verdampft dort und wird dann beim Öffen des Einlassventils angesaugt und verbrennt effizienter. Der auf 2,3 Liter aufgebohrte Motor M 127 II leistet so 150 PS (110 kW) bei 5500/min und bietet bei 4200/min ein Drehmoment von 196 Nm. Dieser sehr sportlich angelegte Antrieb des SL verlangt verhältnismäßig hohe Drehzahlen.
Auf Wunsch waren das MB Viergang-Automatikgetriebe vom Typ K4A 025 und ein Fünfgang-Schaltgetriebe ZF 5-20 erhältlich. Beim 230 SL wurde dann in Verbindung mit dem ZF-5-20 die USA-Hinterachsübersetzung mit 4,08 serienmäßig verbaut. Gegenüber der Übersetzung von 3,75 der Viergangwagen änderte sich die Endgeschwindigkeit nicht, jedoch hatte man feiner abgestufte Gänge zur Verfügung, was einem sportlichen Fahrstil entgegenkam.
Im Dezember 1966 folgte der 250 SL mit dem Motor M 129. Motor und Bremsen stammen leicht modifiziert vom 250 SE. Die ausgewiesene Leistung entspricht der des 230 SL, jedoch wird bei gleicher Drehzahl (4200/min) ein deutlich größeres Drehmoment von 216 Nm erreicht, das vor allem ein verbessertes Beschleunigungsvermögen zur Folge hat. Der Motor ist durch die paarige Zylinderanordnung wie bei den Limousinen und den großen Coupés und Cabrios allerdings wärmekritisch. Mit der 250er Motorgröße war das Konzept der paarigen Zylinder an die Grenzen gelangt. 250 SL sind infolge der nur gut einjährigen Bauzeit die seltensten Exemplare der Serie W 113.
1968 wurde der 250 SL von dem 170 PS (125 kW) starken, drehmomentstärkeren 280 SL mit dem Motor M 130 abgelöst, nun mit gleichmäßigem Zylinderabstand. Vom Vorgänger 250 SL unterscheiden den Wagen äußerlich nur das Typenschild am Kofferraumdeckel und geänderte Radzierblenden, die nun Einteilig, statt zweiteilig waren.

### Sonstiges
Für den W 113 mit Hardtop wurden progressive Wege in Bezug auf das Heiz-Lüftungssystem beschritten, das trotz der niedrigen Fahrgastzelle mit flachem Dach sowohl eine zielgerichtete Beheizung als auch Entlüftung gewährleistete. Eine wirksame und dennoch zugfreie Dauerentlüftung wurde durch den Dachhimmel und Schlitze über der Heckscheibe verwirklicht.
Die so genannte „California-Pagode“ besitzt kein Verdeck und keinen Verdeckkasten. Dafür gab es serienmäßig eine hintere Notsitzbank und ein Hardtop. Diese Sonderausführung hat nichts mit dem US-Bundesstaat zu tun, es ist auch keine Export-Ausführung. Es handelt sich um ein aufpreispflichtiges Extra, das erstmals im Februar 1967 mit der Preisliste Nr. 18 für den 250 SL angeboten wurde und später auch für den 280 SL erhältlich war. Viele California-Pagoden wurden damals als Zweit- oder Drittfahrzeug angeschafft und entsprechend selten gefahren. Ein hoher Anteil befindet sich daher heute in außergewöhnlich gutem Pflegezustand.

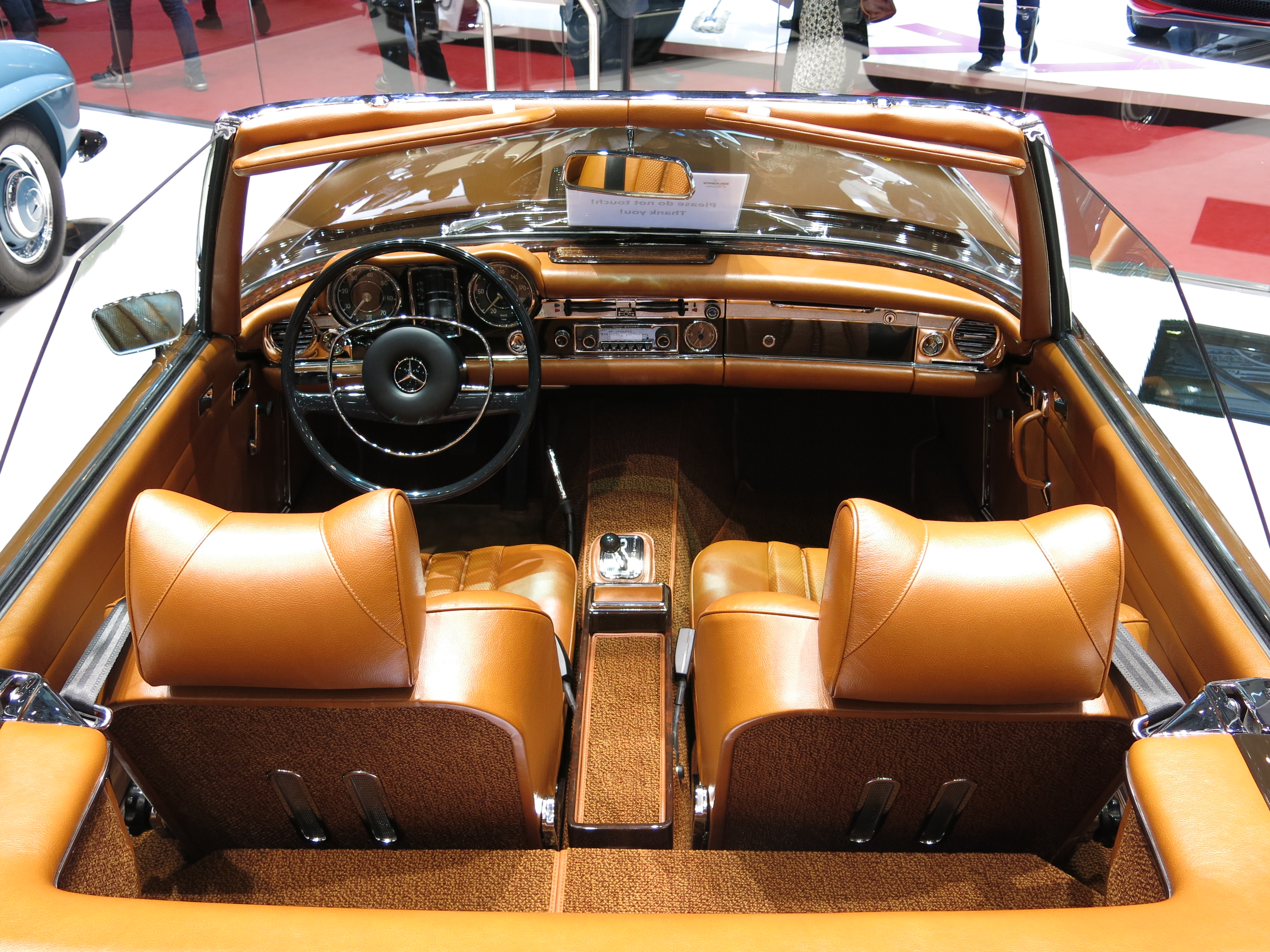
Interieur
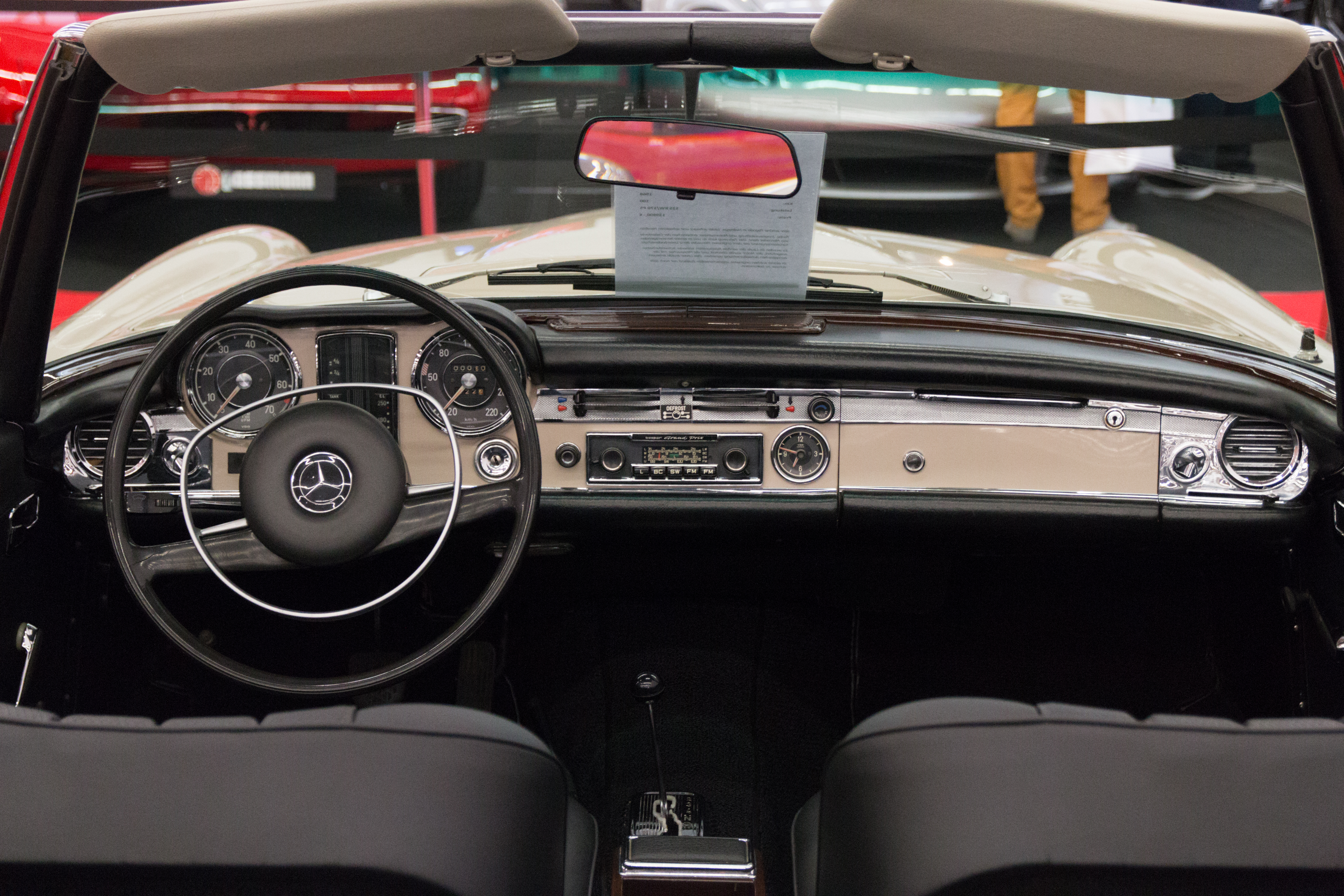
Armaturenbrett
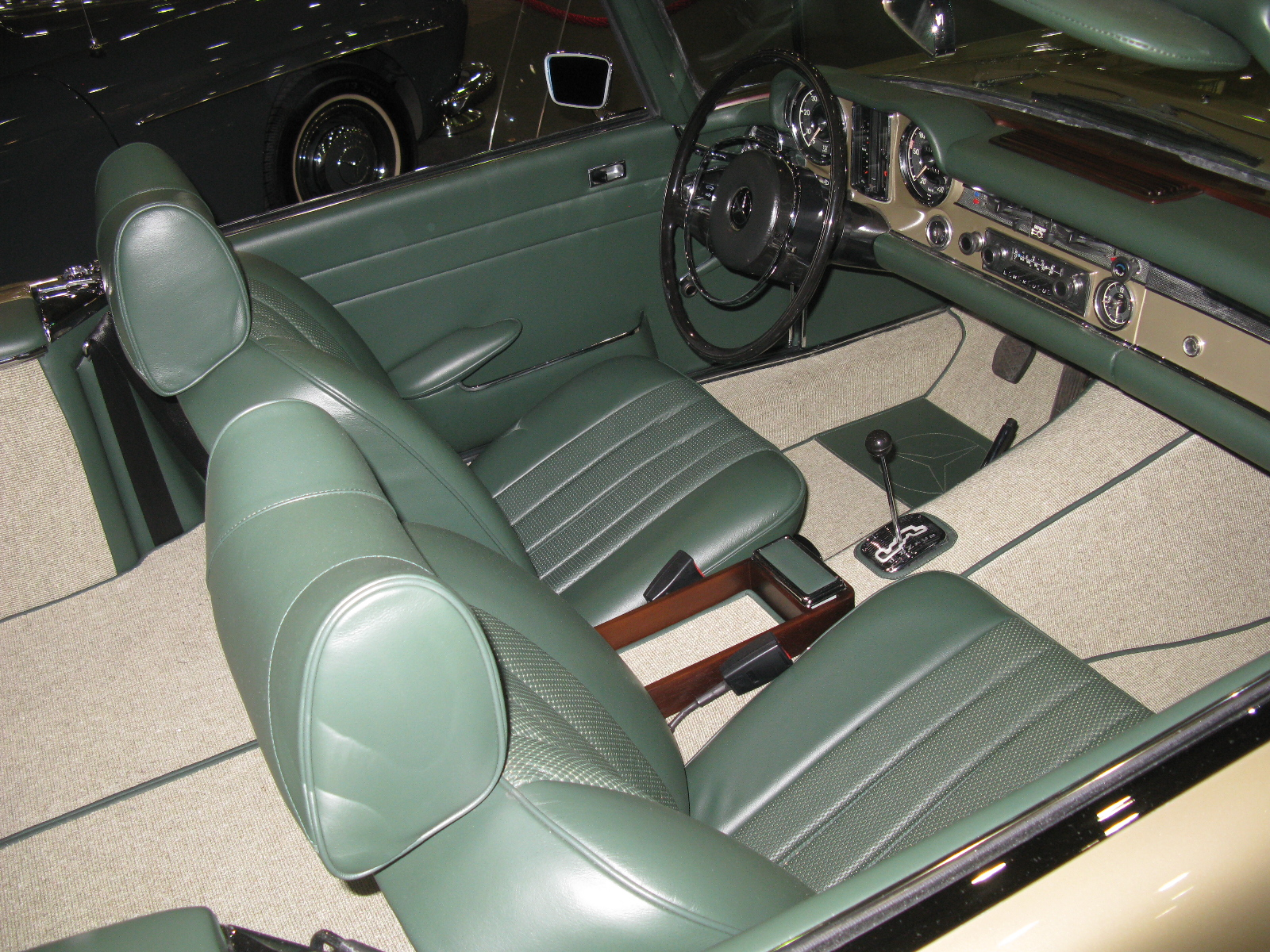
Innenraum

### Technische Daten
|                                                  | 230 SL (113.042)                                                 | 250 SL (113.043)                                                 | 280 SL (113.044)                                                 |
| ------------------------------------------------ | ---------------------------------------------------------------- | ---------------------------------------------------------------- | ---------------------------------------------------------------- |
| Motor                                            | Sechszylinder-Reihenmotor (Viertakt-Otto)                        | Sechszylinder-Reihenmotor (Viertakt-Otto)                        | Sechszylinder-Reihenmotor (Viertakt-Otto)                        |
| Motortyp                                         | M 127.II                                                         | M 129.II                                                         | M 130                                                            |
| Motorcode                                        | M 127.981                                                        | M 129.982                                                        | M 130.983                                                        |
| Hubraum                                          | 2306 cm³                                                         | 2496 cm³                                                         | 2778 cm³                                                         |
| Bohrung × Hub                                    | 82 × 72,8 mm                                                     | 82 × 78,8 mm                                                     | 86,5 × 78,8 mm                                                   |
| Verdichtung                                      | 9,3:1                                                            | 9,5:1                                                            | 9,5:1                                                            |
| Leistung bei min−1                               | 110 kW (150 PS) 5500                                             | 110 kW (150 PS) 5500                                             | 125 kW (170 PS) 5750                                             |
| Drehmoment bei min−1                             | 196 Nm 4200                                                      | 216 Nm 4200                                                      | 240 Nm 4500                                                      |
| Höchstdrehzahl min−1                             | 6500                                                             | 6500                                                             | 6500                                                             |
| Getriebe                                         | 4-Gang-Schaltgetriebe / 5-Gang-Schaltgetriebe / 4-Gang-Automatik | 4-Gang-Schaltgetriebe / 5-Gang-Schaltgetriebe / 4-Gang-Automatik | 4-Gang-Schaltgetriebe / 5-Gang-Schaltgetriebe / 4-Gang-Automatik |
| Höchstgeschwindigkeit in km/h                    | 200 / 200 / 195                                                  | 195 (200) / 200 / 190 (195)                                      | 200 / 200 / 195                                                  |
| Beschleunigung 0–100 km/h                        | 11,1 s / 9,7 s / 10,7 s                                          | 10,0 s / 9,7 s / 10,6 s                                          | 9,0 s / 9,0 s / 9,0 s                                            |
| Strömungswiderstandskoeffizient                  |                                                                  |                                                                  |                                                                  |
| mit Hardtop                                      | 0,515                                                            | 0,515                                                            | 0,515                                                            |
| mit Verdeck                                      | 0,481                                                            | 0,481                                                            | 0,481                                                            |
| offen                                            | 0,610                                                            | 0,610                                                            | 0,610                                                            |
| Kraftstoffverbrauch (nach DIN 70030 in l/100 km) | 10,2                                                             | 11,2                                                             | 11,4                                                             |
| Kraftstofftank                                   | 65 l                                                             | 82 l                                                             | 82 l                                                             |
| Bauzeitraum (Vorserie/Hauptserie)                | 03.1963 / 07.1963 – 01.1967                                      | 11.1966 / 12.1966 – 01.1968                                      | 11.1967 / 01.1968 – 03.1971                                      |
| Stückzahl                                        | 19.831                                                           | 5.186                                                            | 23.885                                                           |

### Sonderausstattung
Mercedes bot beim W 113 einige Sonderausstattungsmerkmale an. Hier eine Auswahl:
| Name                                                                                            | Aufpreis in DM* |
| ----------------------------------------------------------------------------------------------- | --------------- |
| Lederpolsterung                                                                                 | 1.048           |
| Kopfstützen vorn, Leder                                                                         | 222             |
| Sicherheitsgurte vorn                                                                           | 77              |
| H1-Halogenlicht                                                                                 | 188             |
| Heizbare Heckscheibe                                                                            | 244             |
| Metallic-Lackierung                                                                             | 699             |
| Hardtop                                                                                         | 1.459           |
| Coupé mit Hardtop ohne Verdeck und Verdeckkasten, dafür Fondsitzbank („Kalifornien-Ausführung“) | 632             |
| 4-Gang-Automatikgetriebe (Hersteller Daimler-Benz)                                              | 1.443           |
| Fünfganggetriebe (manuell, Hersteller ZF)                                                       | 1.459           |
| Servolenkung                                                                                    | 599             |
| Autotelefon (A-Netz, Hersteller Becker oder TeKaDe)                                             | 9.934           |

*Preisliste Jan. 1972; volle DM inkl. damaliger Umsatzsteuer von 11 %

## Produktionszahlen und heutiger Bestand
Als die Produktion, die durch eine große Anzahl zwischenzeitlicher technischer Veränderungen gekennzeichnet war, am 23. Februar 1971 auslief, waren mehr als die Hälfte der Fahrzeuge außerhalb Deutschlands, insbesondere in die USA, verkauft worden.
Am 1. Januar 2015 waren in Deutschland 4369 Exemplare der drei Modellreihen zugelassen. Nicht erfasst ist eine erhebliche Zahl abgemeldeter, in Restaurierung stehender oder auf die Restaurierung wartender Fahrzeuge. Ein SL dieser Baureihe wird nur noch sehr selten verschrottet, selbst in schlechtestem Zustand (verunfallt, korrodiert, Mechanik defekt). Zudem ist es nach kompletter, aufwendiger Instandsetzung der Karosserie durch das Baukastensystem leicht, die größtenteils gleiche (bis auf den Motor des 230 SL) und gut verfügbare Technik der Limousinen einzubauen.

## Sonstiges
Ein 230 SL-Cabrio in Horizontblau spielt im deutschen Film Knockin’ on Heaven’s Door (1997) eine wichtige Rolle.